# Osprynchotus gueinzii
Osprynchotus gueinzii är en stekelart som först beskrevs av Taschenberg 1872.  Osprynchotus gueinzii ingår i släktet Osprynchotus och familjen brokparasitsteklar. Inga underarter finns listade i Catalogue of Life.